# Fuirena trilobites
Fuirena trilobites är en halvgräsart som beskrevs av Charles Baron Clarke. Fuirena trilobites ingår i släktet Fuirena och familjen halvgräs. IUCN kategoriserar arten globalt som livskraftig. Inga underarter finns listade i Catalogue of Life.